# Muhu
Muhu, aussi appelée Muhumaa, est une île estonienne de l'archipel de Moonsund dans le golfe de Riga.
Avec une superficie de 198 kilomètres carrés, elle est la troisième plus grande île appartenant à l'Estonie, après Saaremaa et Hiiumaa.
Avec les petites îles voisines de Kesselaid, Viirelaid, Võilaid et Suurlaid, elle forme la municipalité rurale de Muhu qui fait partie de la région de Saaremaa.
Les villages principaux de l'île de Muhu sont Liiva, Kuivastu et Koguva.
L'île est séparée du continent par le détroit de Suur väin et de Saaremaa par le détroit de Väike väin.
Muhu est célèbre pour être le dernier endroit en Estonie où l'on trouve des moulins à vent toujours en fonctionnement.
Muhu est reliée à l'île de Saarema, à l'ouest, par une route ; et au continent, à l'est, par une ligne de ferry partant du port de Kuivastu.

## Municipalité de Muhu

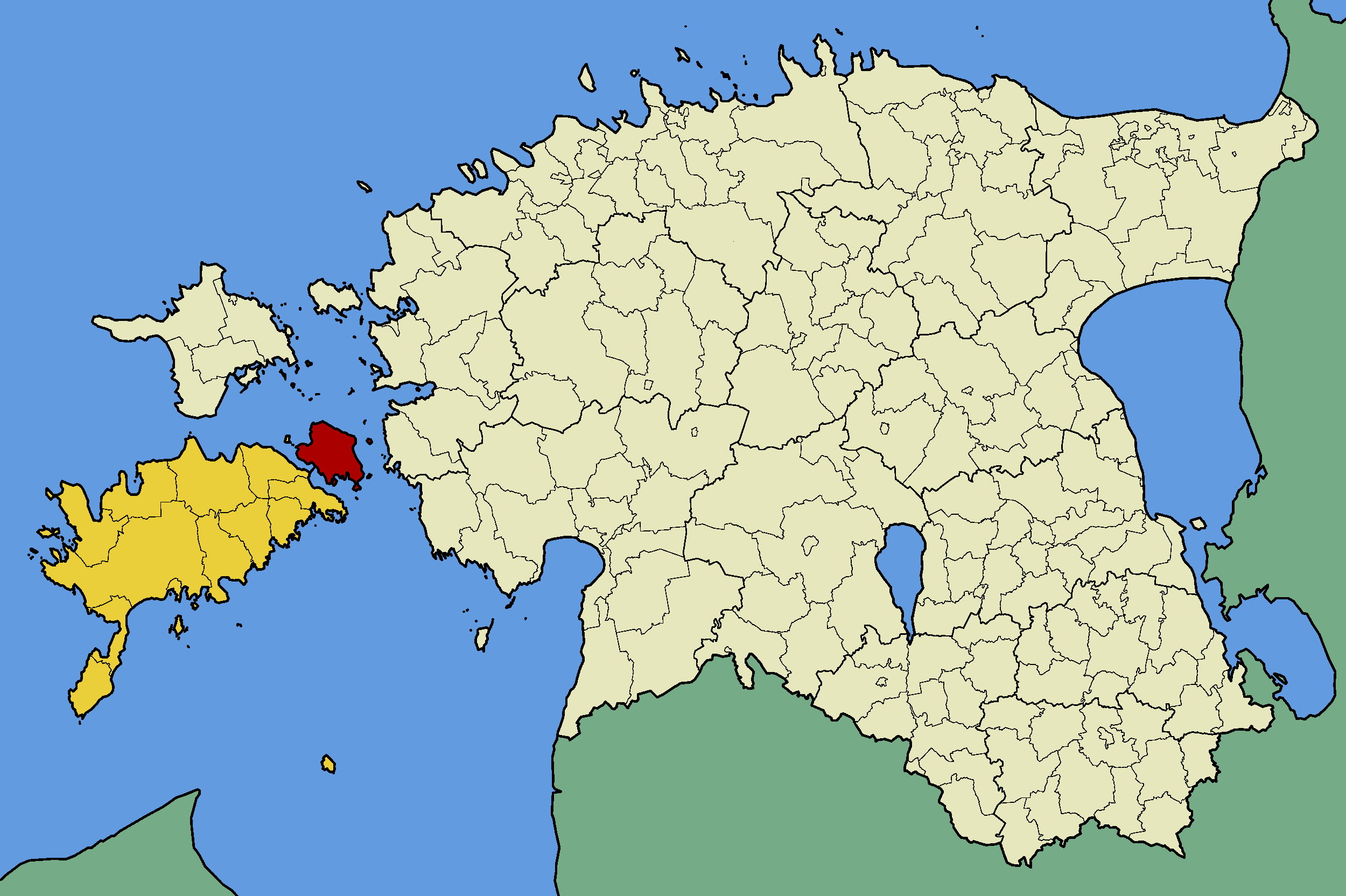
Commune de Muhu (en rouge) dans le Comté de Saare (en jaune).

L'île forme, avec les îlots environnants de Kesselaid, Viirelaid, Võilaid et de Suurlaid, la commune de Muhu (en estonien : Muhu vald) qui est une municipalité rurale du Comté de Saare en Estonie.
La commune de Muhu s'étend sur 206,12 km2. Sa population est de 1 669 habitants au 1er janvier 2012.

### Villages
Aljava - Hellamaa - Igaküla - Kallaste - Kantsi - Kapi - Kesse - Koguva - Kuivastu - Külasema - Laheküla - Lalli - Leeskopa - Lehtmetsa - Lepiku - Levalõpme - Liiva -Linnuse - Lõetsa - Mõega - Mõisaküla - Mäla - Nautse - Nõmmküla - Nurme - Oina - Paenase - Pallasmaa - Piiri - Põitse - Pädaste - Päelda - Pärase - Raegma - Rannaküla - Raugi - Rebaski - Ridasi - Rinsi - Rootsivere - Rässa - Simisti - Soonda - Suuremõisa - Tamse - Tupenurme - Tusti - Vahtraste - Vanamõisa - Viira - Võiküla - Võlla

## Histoire
Même si les Danois y débarquèrent à plusieurs reprises, l'île fut longtemps sous influence allemande, commercialement comme escale de la Hanse, politiquement comme possession de l'Ordre Teutonique (1202-1560) puis du Duché de Magnus (1560-83). Elle passa ensuite sous influence scandinave comme possession danoise (1583-1645) puis suédoise (1645-1721).
En 1721 elle devient possession de l'Empire russe, mais reste ethniquement estonienne et religieusement protestante. L'empire allemand l'occupe en octobre 1917 à la suite de la bataille navale de Muhu du 17 octobre 1917, gagnée par la marine allemande. Les troupes du Reich se retirent en novembre 1918 et l'île devient alors un enjeu entre les différentes factions impliquées dans la guerre civile russe, mais en fin de compte, en février 1920, c'est l'Estonie qui parvient à faire reconnaître son indépendance et qui récupère Muhu.
Pas pour très longtemps puisqu'entre 1940 et 1941 l'île est occupée par l'URSS, puis par les troupes du Troisième Reich nazi (1941-1944), puis à nouveau par l'URSS jusqu'à la seconde indépendance de l'Estonie en 1991.

## Galerie

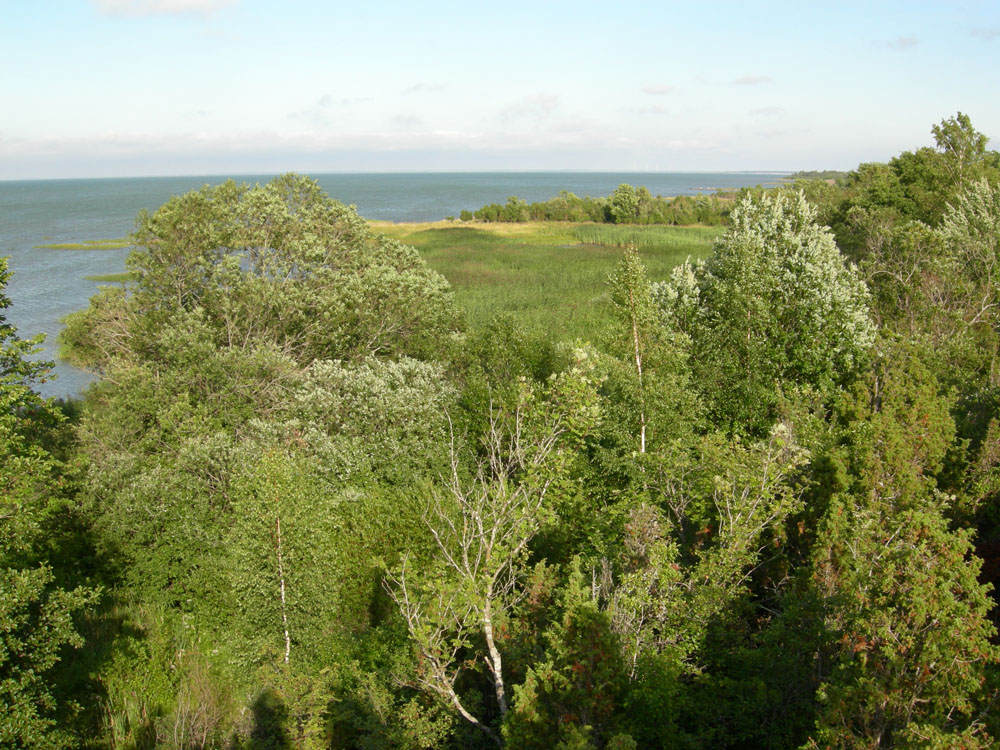
La côte nord de Muhu.
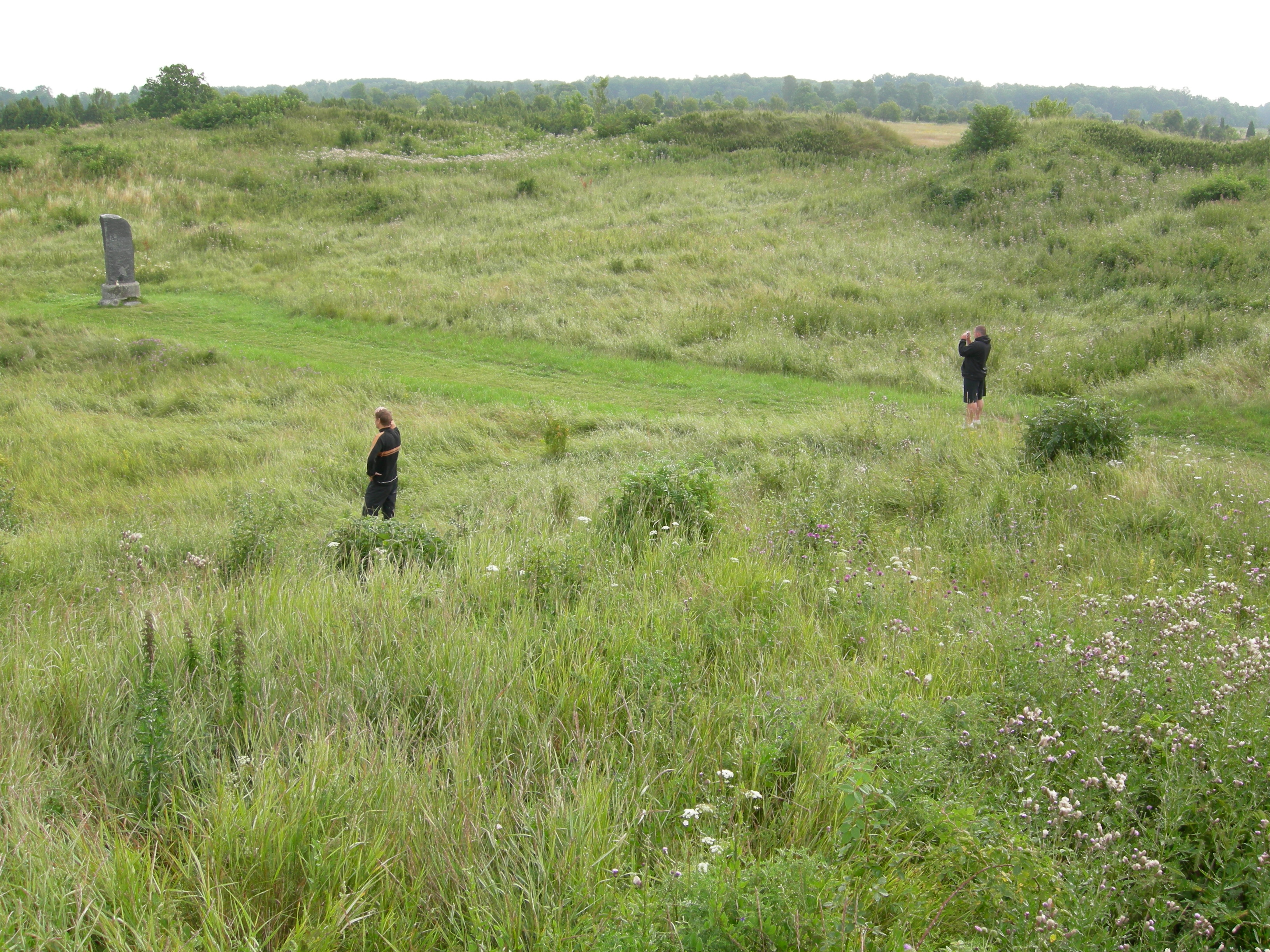
La place forte de Muhu, site où les Estes se sont rendus aux croisés en 1227.
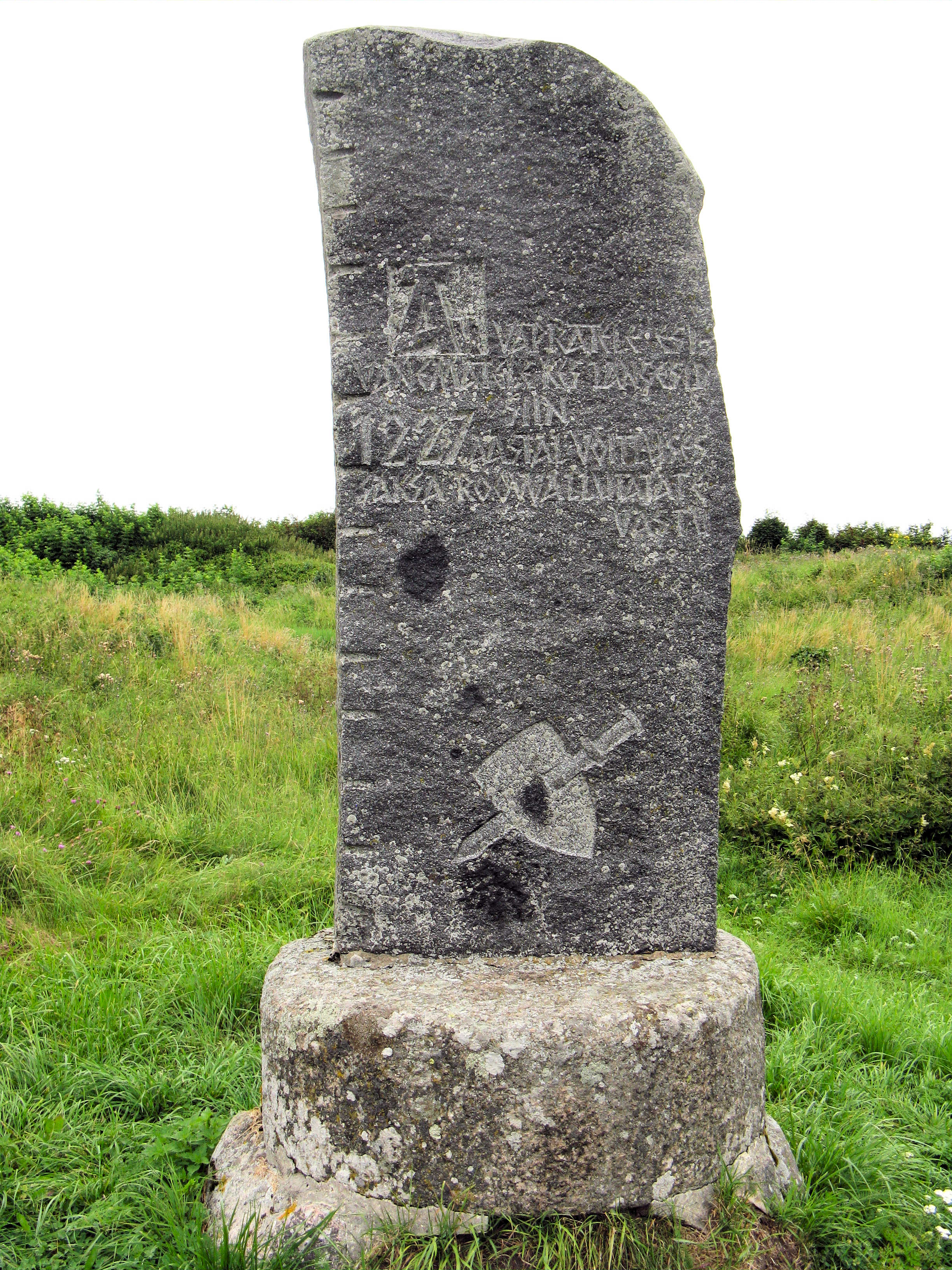
Monument au centre de la place forte de Muhu.
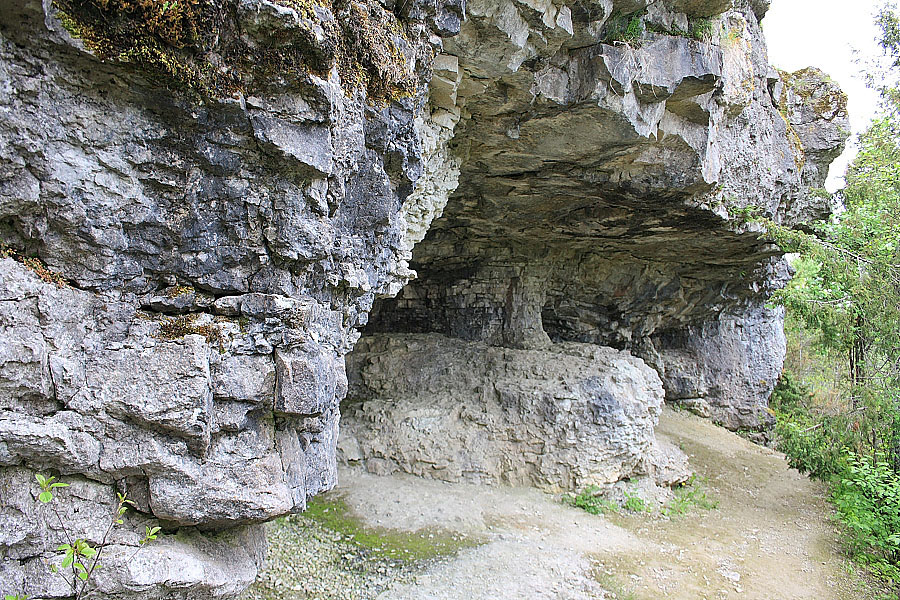
Falaises d'Üügu.
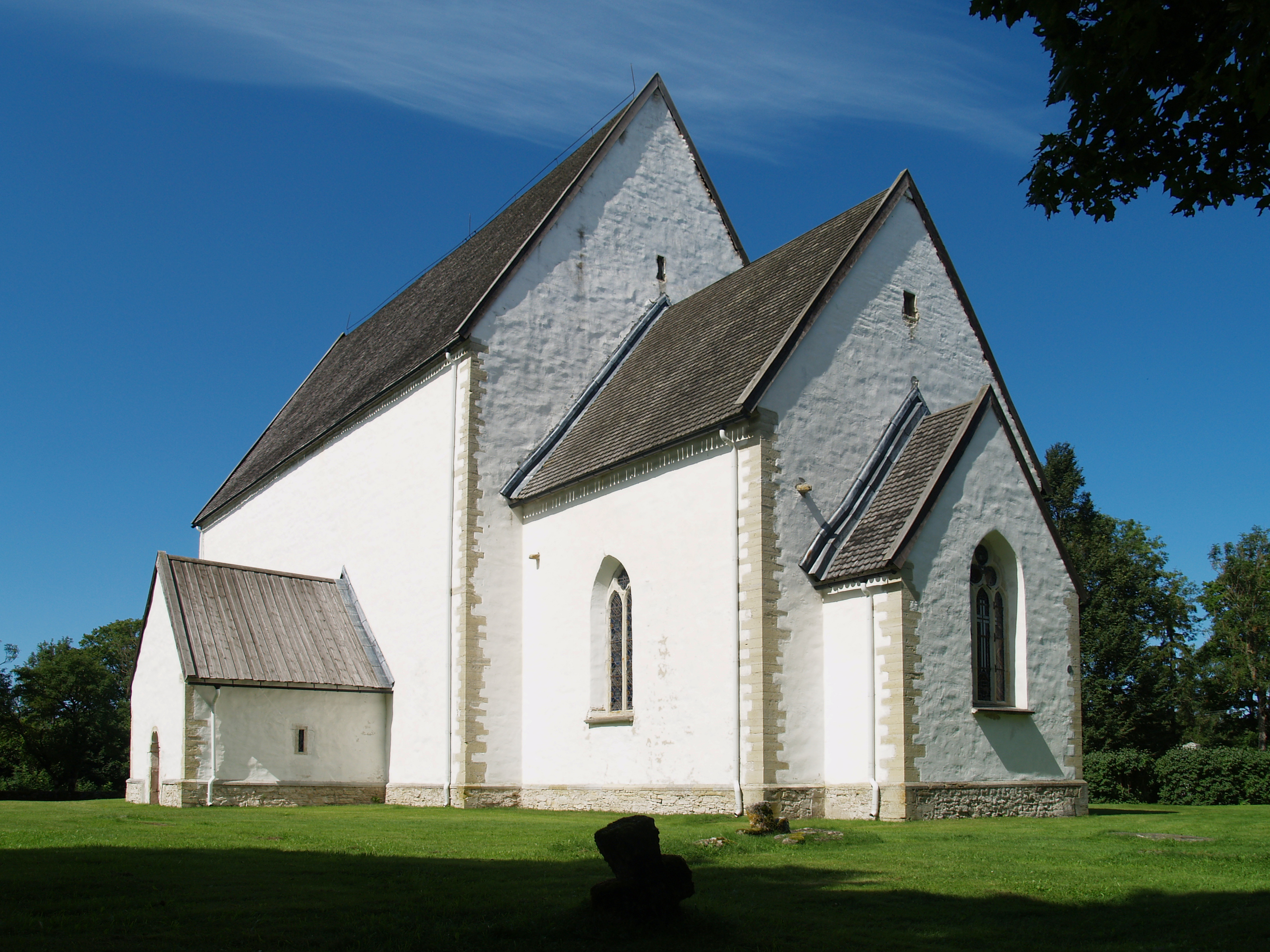
Église Sainte-Catherine de Muhu.
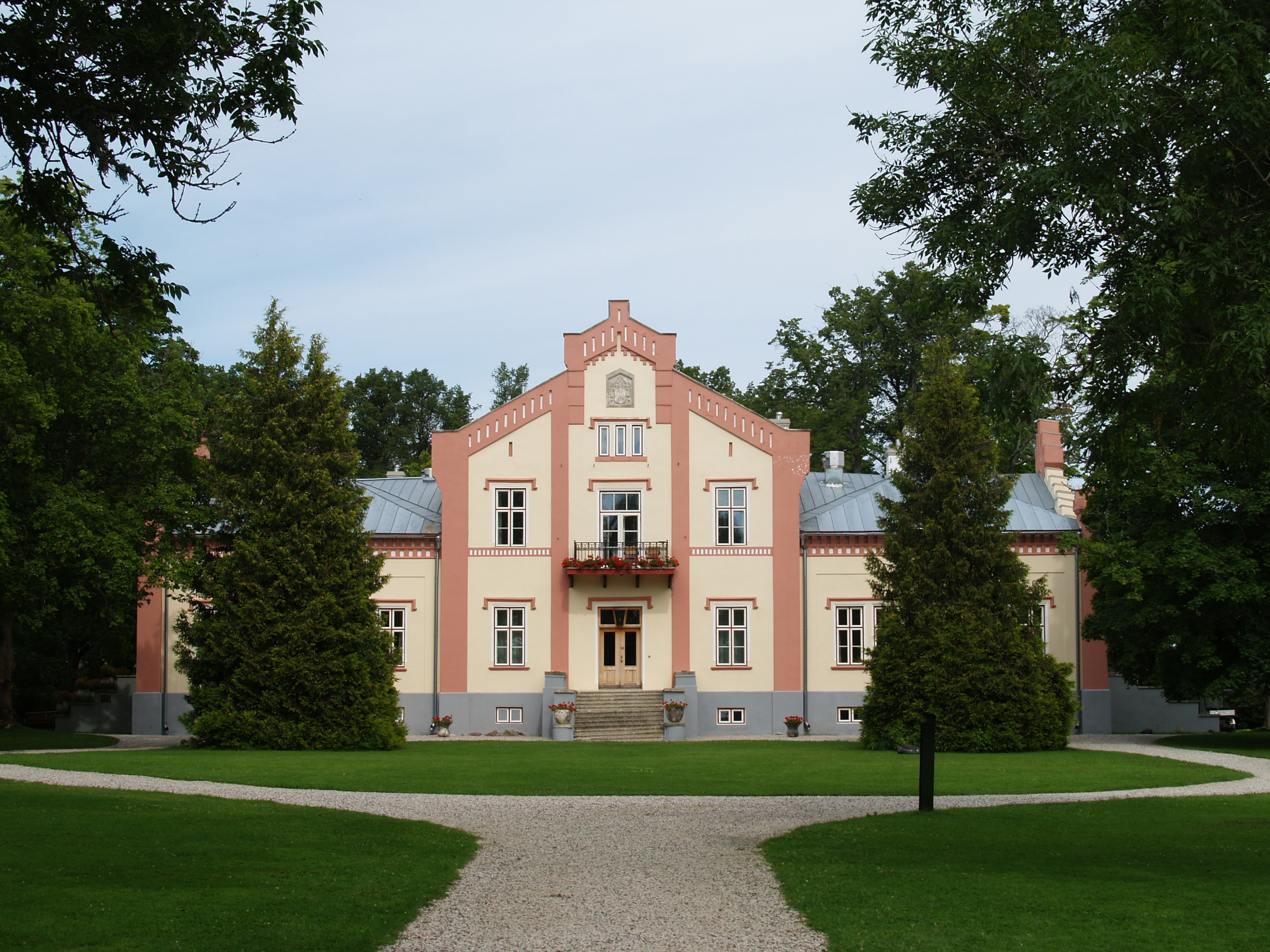
Manoir de Pädaste.
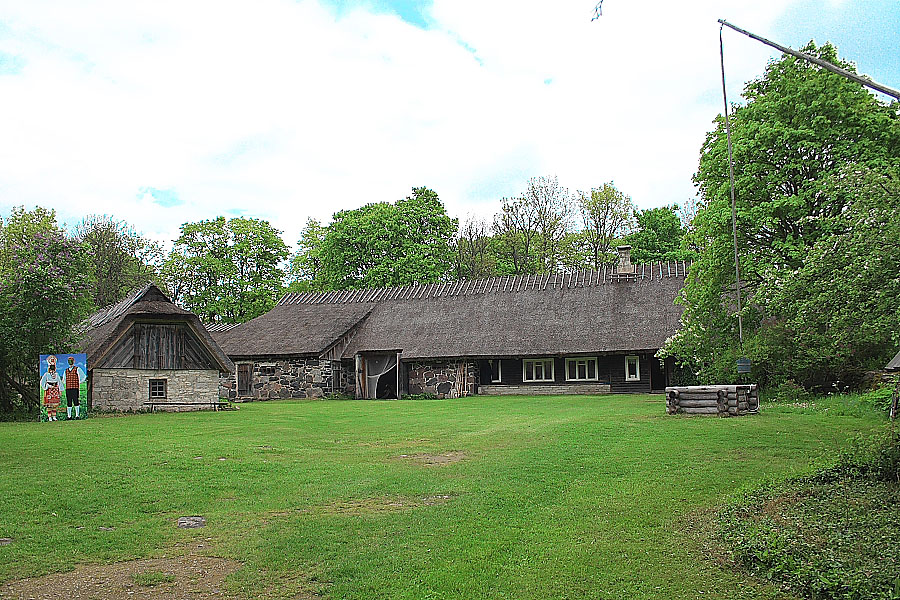
Musée de Muhu.
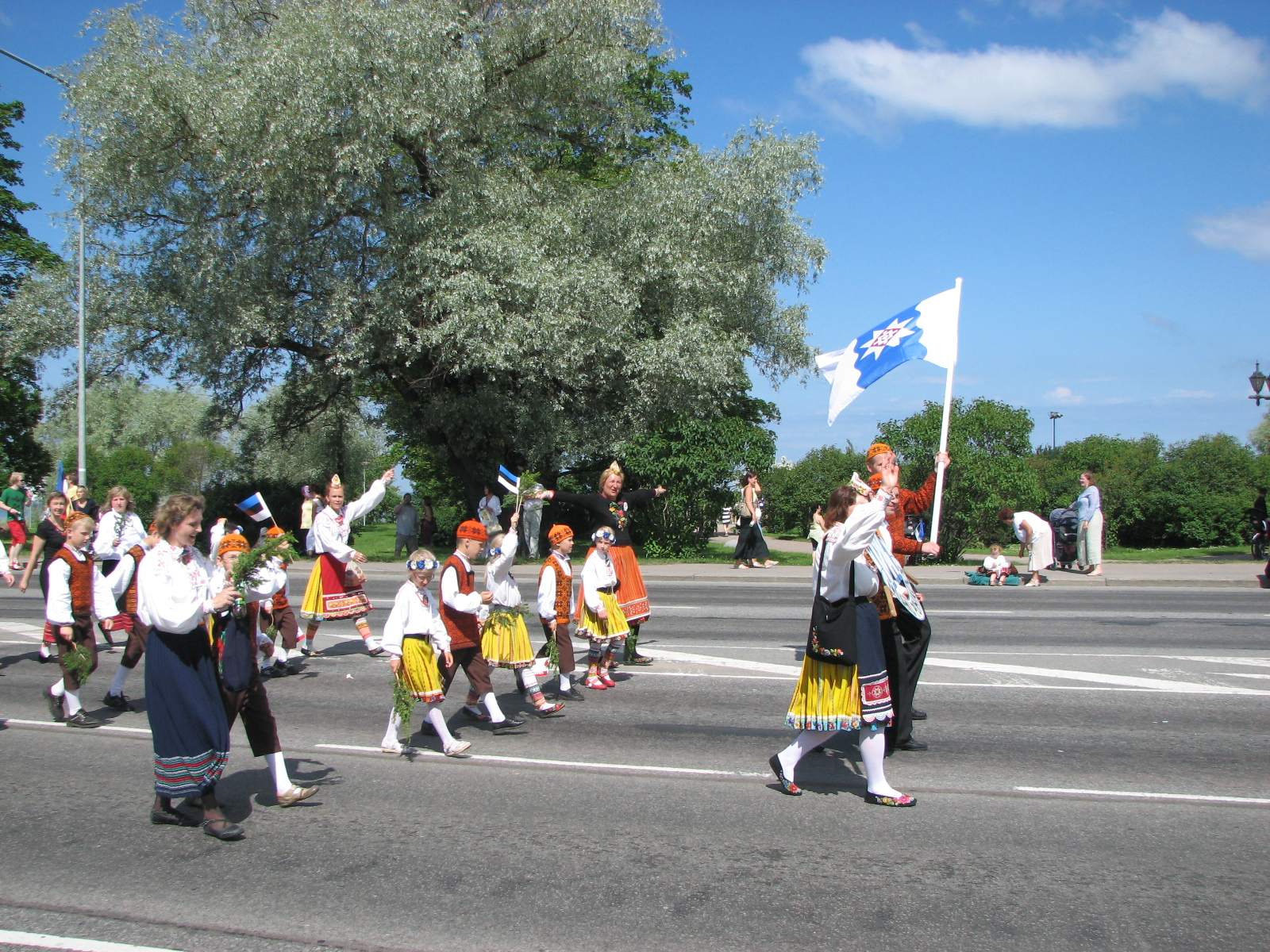
Procession à Liiva.
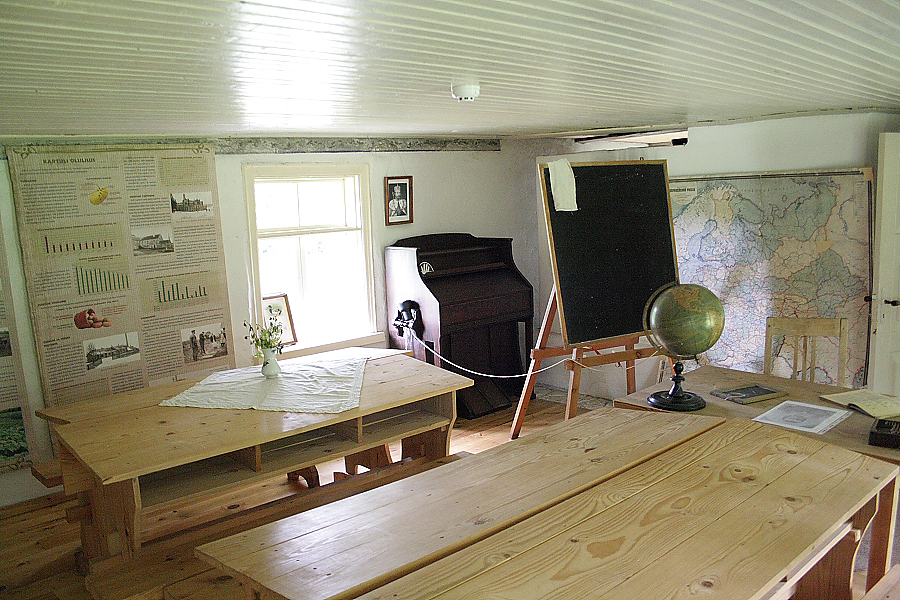
Ancienne salle de classe dans une école.
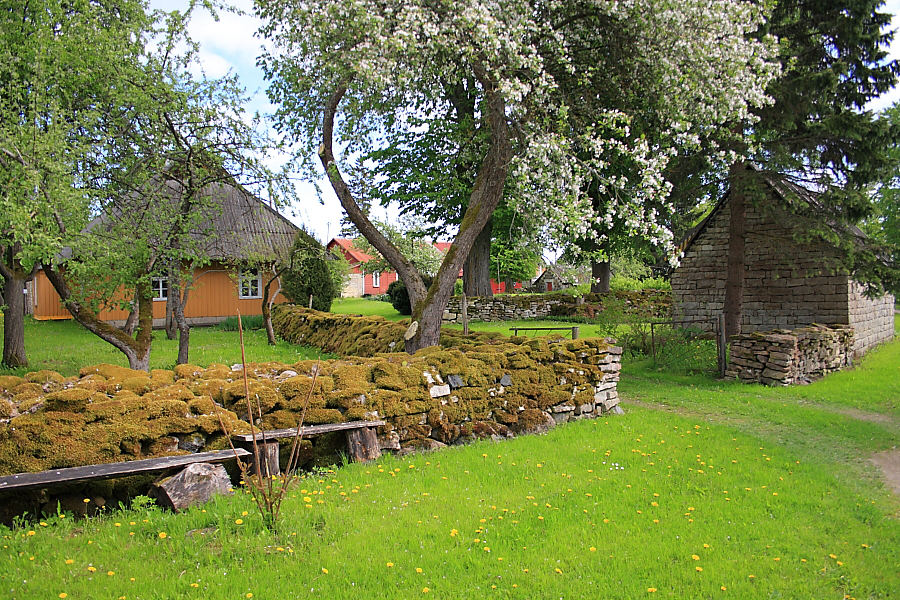
Le village de Mõega.
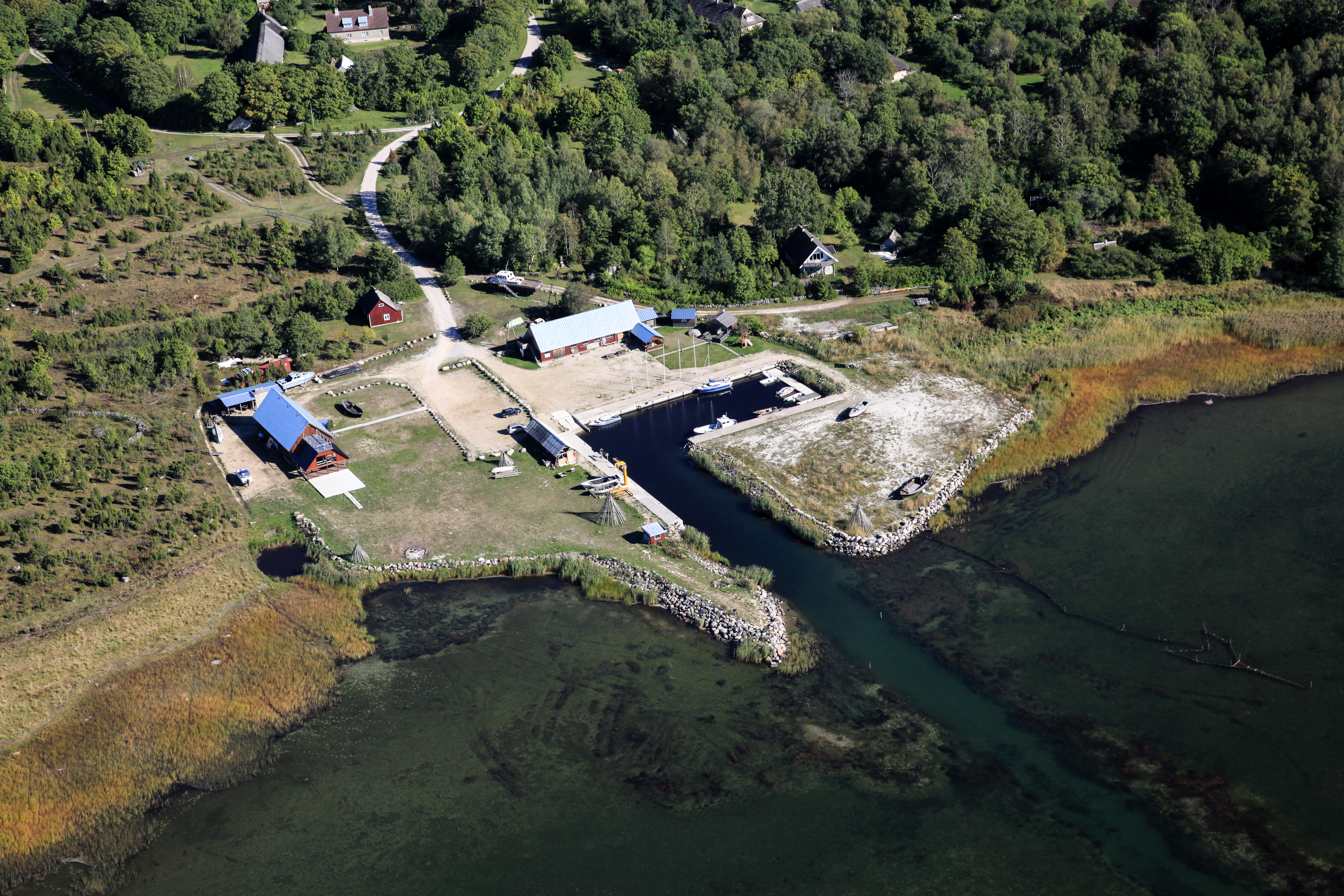
Le port de Koguva.
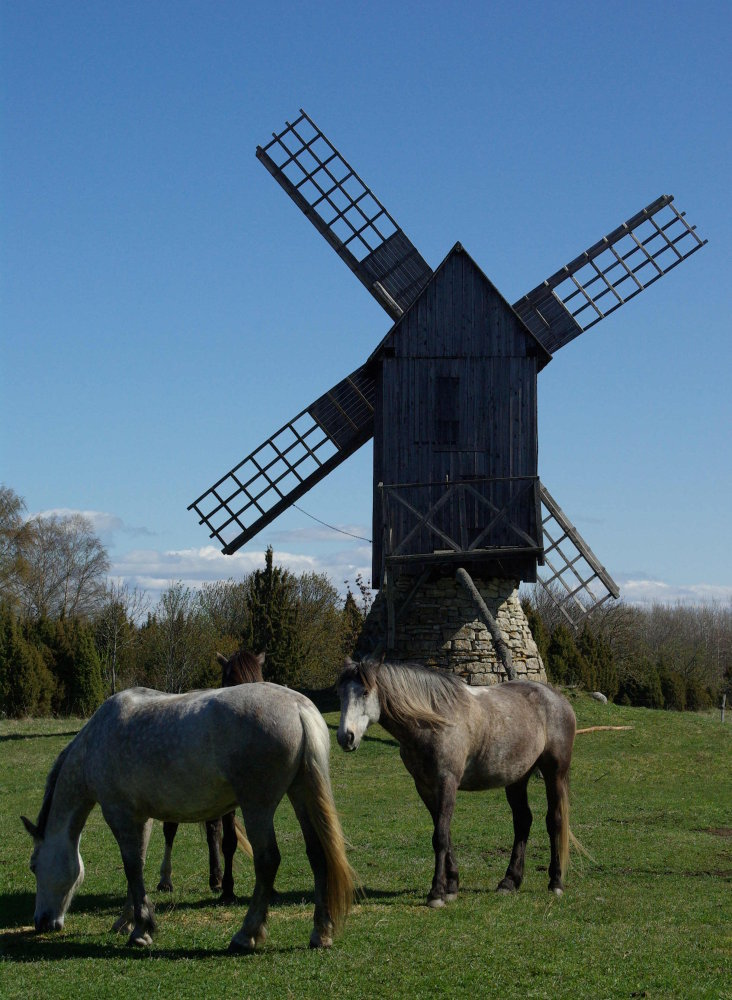
Moulin à vent à Koguva.